# Amortização
Amortização é um processo de extinção de uma dívida por meio de pagamentos periódicos, que são realizados em função de um planejamento, de modo que cada prestação corresponde à soma do reembolso do capital ou do pagamento dos juros do saldo devedor, podendo ser o reembolso de ambos, sendo que os juros são sempre calculados sobre o saldo devedor.
No Brasil, existe amortização contábil, cujo conceito não se restringe à diminuição de dívidas, mas a direitos intangíveis classificados no ativo (conta de balanço), derivado da teoria de dimensão econômica dos fundos contábeis. A amortização contábil é a redução de valor de um ativo intangível em decorrência de perda de direito. Exemplo: a empresa X possuí uma licença de software, com duração de dois anos; portanto, há um direito de uso por dois anos; todavia, conforme os meses transcorrem, a empresa perde parcialmente o direito de uso; a essa perda de valor se dá o nome de amortização contábil. Assim, associa-se o termo amortização contábil à depreciação contábil (redução de bens tangíveis) e à exaustão contábil (recursos naturais).

## Conceitos relacionados
Existem alguns termos que são usados no meio económico, financeiro, em relação à amortização, que é interessante conhecer. São eles:
- Credor ou mutuante: é a pessoa física ou jurídica que mutua, ou seja, que cede o empréstimo.
- Devedor ou mutuário: é a pessoa física ou jurídica que recebe alguma coisa por empréstimo.
- Taxa de juros: é a taxa acordada entre as partes; é sempre calculada sobre o saldo devedor; também é chamada de custo do dinheiro.
- Período de carência: corresponde ao período compreendido entre o prazo de utilização e o pagamento da primeira amortização.
- Prazo de utilização: corresponde ao intervalo de tempo durante o qual o empréstimo é transferido do credor para o devedor.
- Prazo de amortização: é o intervalo de tempo durante o qual são pagas as amortizações.
- Parcelas de amortização: correspondem às parcelas de devolução do principal.
- Prestação: é a soma da amortização acrescida de juros e encargos.
- Sistemas de amortização.
- Sistema Francês de Amortização (tabela PRICE): pagamentos iguais período a período.
- Sistema de Amortização Constante (SAC).
- Sistema de Amortização Misto (SAM).
- Sistema de Amortização Americano: pagamento ao final, com juros calculados período a período.
- Sistema Americano com Sinking Fund.
- Sistema de Amortização Variável.
- Sistema Alemão de Amortização.
- Arrendamento Mercantil (Leasing).
- Benchmarking.